# HMS Latona (1781)
HMS Latona (1781) — 38-пушечный 18-фунтовый фрегат 5 ранга Королевского флота. Заказан 22 марта 1779 года. Спущен на воду в 13 марта 1781 года на частной верфи Edward Greaves в Лаймхаус. Единственный корабль, названный в честь мифологической Латоны (Лето).

## Постройка
18-фунтовый фрегат был ответом Королевского флота на численное преимущество Бурбонов во время Американской революционной войны. Представлял собой качественный скачок и как таковой был заметно больше и сильнее традиционного британского фрегата.
Latona была среди первых 18-фунтовых, продолжались эксперименты с размерами, тип ещё не устоялся. Корабль строился для сравнительной оценки с проектом HMS Minerva Эдварда Ханта. Остался единственным, построенным по этому чертежу (одобрен 24 марта 1779 года).
Как и с предыдущими кораблями, 30 сентября к исходному проекту были добавлены карронады и фальконеты, а 25 апреля 1780 года 6-фунтовые пушки заменены 9-фунтовыми. Второй корабль этого проекта был одобрен Адмиралтейством 14 ноября 1782 года. Планировалось заказать его верфи John Fisher в Ливерпуле, но заказ так и не был размещён.

## Служба

### Американская революционная война
Вступил в строй в марте 1781 года, капитан Хайд Паркер (младший).
1781 — 5 августа был при Доггер-Банке; ноябрь, капитан лорд Хью Сеймур-Конвэй (англ. Hugh Seymour-Conway).
1782 — 25 апреля в Канале взял французский корсар Bernardin; летом с флотом лорда Хау; сентябрь-октябрь, с ним же участвовал в снятии осады с Гибралтара; 20 октября присутствовал при мысе Спартель, в бою не участвовал.
1783 — апрель, выведен в резерв; май, возвращён в строй, капитан Томас Бостон (англ. Thomas Boston); 24 ноября ушёл на Подветренные острова.

### Межвоенные годы
1784 — май, капитан Чарльз Сэндис (англ. Charles Sandys).
1786 — март, коммандер Велтерс Беркли (англ. Velters Berkeley); октябрь, выведен в резерв и рассчитан.
1788 — ноябрь, ремонт между средним и большим в Вулвиче по июнь 1790 года; оснащён для активной службы.
1790 — введён в строй в мае, капитан Альбемарль Берти (англ. Albemarle Berthie), но в тот же год выведен в резерв.

### Французские революционные войны
1792 — декабрь, введён в строй, капитан Эдвард Торнбро (англ. Edward Thornbrough); оснащение в Вулвиче по январь 1793 года.
1793 — март, у Болт-хед взял французский корсар L’Amérique; май, совместно с HMS Phaeton взял 10-пушечные корсары Franklin и L’Ambitieux; 27 ноября с ним же у острова Уэссан взял 28-пушечную Blonde.
Июнь 1793, отбил Commerce, шкипер Пробер (англ. Prober), рейсом из Чарльстона в Бристоль, взятую корсаром Tigre у Сен-Мало. Затем отбил James, шедший из Плимута в Лимерик, также ранее захваченный корсаром.
1794 — май, вошёл в эскадру лорда Хау; был при Первом июня; сентябрь, капитан Артур Легге (англ. Arthur Legge), Флот Канала; эскортировал в Англию принцессу Брауншвейга Каролину.
1796 — капитан Легге сдал командование.
1797 — май, капитан Джон Блай (англ. John Bligh); флагман вице-адмирала Уильяма Уолдгрейва (англ. William Waldgrave); 30 мая ушёл на Ньюфаундленд; ноябрь, капитан Фрэнк Сотерон (англ. Frank Sotheron).
1798 — февраль, вернулся в Англию; 23 апреля снова ушёл на Ньюфаундленд, вернулся в Англию в декабре.
В 1798 году вице-адмирал Уолдгрейв разослал новую инструкцию, что торговые суда должны быть должным образом оснащены, прежде чем претендовать на место в конвоях. Необходимость такой меры была доказана, когда порученный Latona конвой из Сент-Джонса в Португалию задержался из-за того, что торговые капитаны не дополнили комплект парусов.
1799 — на Лиссабонской станции; 29 ноября взял 12-пушечный корсар L’Aigle; 3 декабря — 13-пушечный Intrépide.
1800 — Северное море; 6 апреля у Фламборо взял 14-пушечный Virginie.
По другим данным, 5 апреля, около 30 миль к E от мыса Фламборо-хед Latona взяла французский корсар — люггер Virginie (14) из Дюнкерка, капитан Обэн Севри (фр. Aubin Sevry), с командой 53 человека; за 5 дней с выхода из Кале он не взял ни одного приза.
1801 — в начале года на Балтике; октябрь, в Дептфорде.
1802 — Флот Канала; снова на Балтику; август-октябрь в Санкт-Петербурге, Россия; вернулся в Англию в октябре, выведен в резерв и рассчитан, поставлен в отстой.

### Наполеоновские войны
1804 — апрель-октябрь, ремонт между средним и большим в Дептфорде; введён в строй в августе, капитан Томас Госслин (англ. Thomas Gosselin), Флот Канала; командовал прибрежной эскдрой у Бреста, пока не переведён на HMS Audacious в феврале 1806 года.
1805 — 22 октября взял испанский 22-пушечный приватир Amphion (70 человек).
1806 — апрель, капитан Джеймс Вуд (англ. James Wood); июнь, лёгкие карронады заменены на 32-фунтовые; август (?), ушёл на Ямайку.
1807 — 1 января с эскадрой Брисбена (Latona, HMS Arethusa, HMS Anson, HMS Fisgard, и Morne Fortunee) был при оккупации Кюрасао.
Проведя некоторое время в Канале, Latona получила приказ сопровождать флот на Ямайку. Входила в эскадру капитана Чарльза Брисбена (англ. Charles Brisbane) при захвате Кюрасао 1 января 1807 года. Arethusa, Latona, Anson, и Fisgard прибыли к острову, не имея приказа атаковать, но капитан Брисбен повёл их в гавань и встал на якорь под укреплениями Форт-Амстердам и Форт-Републик, после чего открыл огонь и привёл голландцев в замешательство. Мистер Гринт (англ. Grint), штурманский помощник Latona, поднялся на голландский фрегат Hatslaer, запросивший пощады, но его флаг запутался в фалах, так что капитан Брисбен воспользовался случаем взойти на борт и спустить флаг собственноручно.
Шлюпки эскадры получили приказ высаживать людей, которые овладели Форт-Амстердам. Затем под кормой Latona появился на шлюпке губернатор Кюрасао, в сопровождении губернаторши, но капитан Брисбен направил его на берег, где и было заключено соглашение о сдаче остальных фортов. Потери британцев составили всего 4 человек убитыми и 14 ранеными. Капитаны Брисбен и Вуд были посвящены в рыцарство и награждены золотыми медалями. 
После этого сэр Александр Кокрейн (англ. Alexander Cochrane) доверил капитану Вуду блокаду датских владений, которые сдались в конце 1807 года. Вуд перешёл на HMS Captain.
1809 — капитан Хью Пигот (англ. Hugh Pigot), Вест-Индия; 10 февраля совместно с HMS Horatio, HMS Driver и HMS Superieure взял 40-пушечный французский фрегат Junon;
Капитан Пигот командовал блокадной эскадрой при Гваделупе. 10 февраля в районе Виргинских островов Latona погналась за французским фрегатом Junon, но раньше чем могла её догнать, капитан Horatio (38) Скотт (англ. Scott) принудил её к бою. Потеряв фок- и бизань-мачты, Junon сдалась через несколько минут после подхода Latona. На последней было 6 человек легко раненых, а через 2 минуты после прекращения огня рухнула повреждённая фок-мачта. Потери Junon составили 130 убитыми и ранеными. Первыми её обнаружили шлюпы Asp и Superieure, последний и пригнал её в руки капитану Скотту. В награждённых за этот бой медалями в 1849 году команду Latona не включили. Junon была отбита французами в декабре 1809 года.

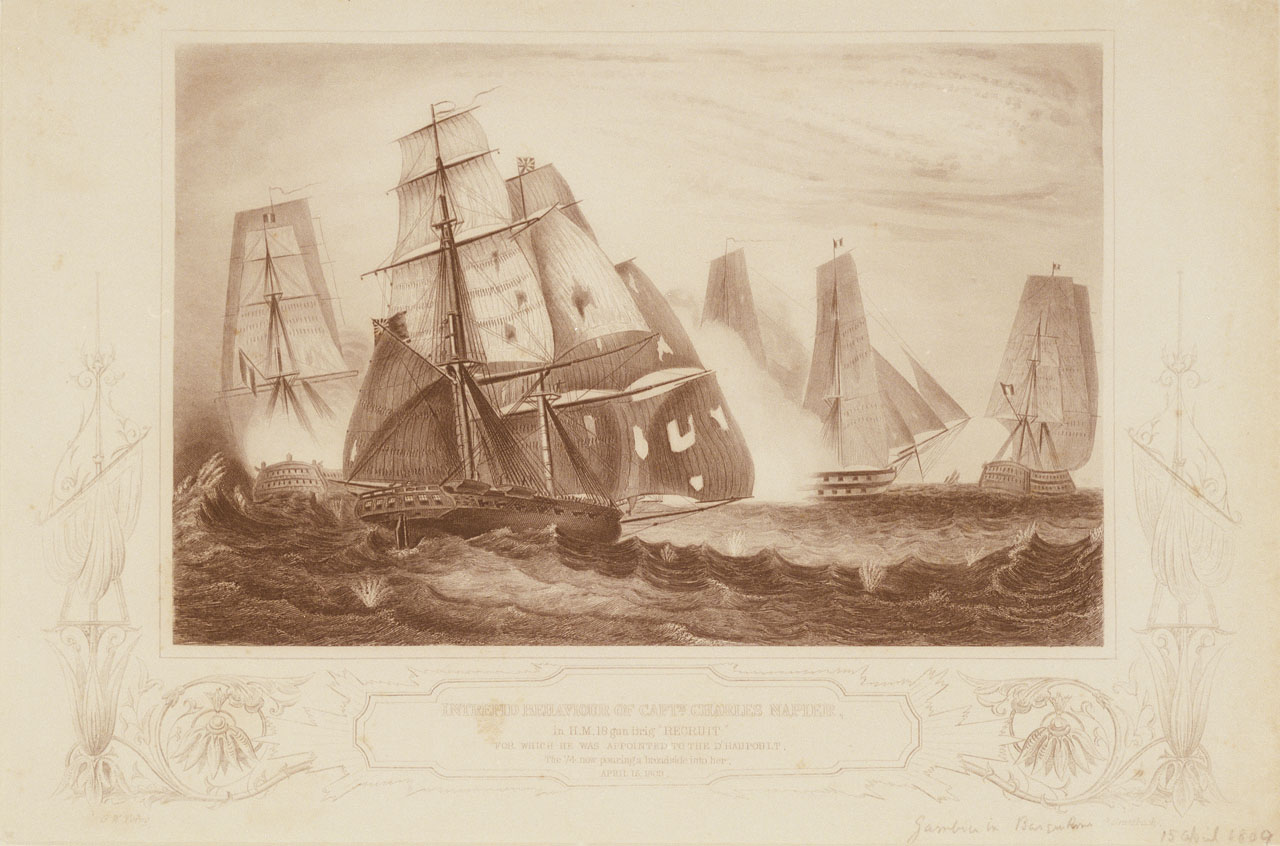
Захват D'Haupoult 15 апреля 1809; особенно отличился HMS Recruit

14 апреля HMS Pompee, HMS Neptune, Latona, HMS Castor and HMS Recruit погнались за тремя французскими кораблями, бежавшими от островов Всех Святых. После полудня 15 апреля они потеряли из виду Neptune, но один из преследуемых был всего в 3 милях. С наступлением ночи они находились примерно в 27 мялях к s от Пуэрто-Рико, а в половине четвёртого утра Latona пришла на дальность огня и начала бой. Противник, подворачивая чтобы открыть себе поле обстрела, дал возможность Pompee сблизиться, и после 11/4 часа боя, когда Pompee стала почти неуправляема, а противник неуправляем совершенно, он сдался. Захваченный корабль оказался 74-пушечным D'Haupoult.
18 июня Latona взяла Félicité (en flûte, 36). Félicité имела 42 пушечных порта, но только 14 пушек на опер-деке, и команду всего 174 человека. Она вышла с Гваделупы в сопровождении другого фрегата, направляясь во Францию с грузом сахара и кофе.
1810 — май-июль, переделан в 22-пушечный войсковой транспорт в Вулвиче; новое вооружение составило: 
| опер-дек | 14 × 9-фн пушек    |
| шканцы   | 6 × 18-фн карронад |
| бак      | 2 × 6-фн пушки     |

вошёл в строй в июне, коммандер (с октября и. о. капитана) Джеймс Коллинз (англ. James Collins).
1811 — коммандер Чарльз Сотби (англ. Charles Sotheby), Лиссабонская станция.
1812 — апрель, капитан Эдвард Родни (англ. Edward Rodney). 18 августа в Спитхед пришёл приказ: Latona и HMS Fox выйти как только позволит ветер, доставить небольшой батальон морской пехоты к мысу Макихако (Бискайский залив), лечь в дрейф и ожидать распоряжений адмирала сэра Попхэма.
1813 — в отстое в Ширнесс; капитан Мэтью Бакл (англ. Mathew Buckle); июль, перевооружён 16 × 24-фн карронадами; июль-октябрь, переделан в Ширнесс под плавучую казарму, поставлен в Лейт; декабрь, возвращён в строй, капитан Эндрю Смит (англ. Andrew Smith, командовал до 1816 года); флагман контр-адмирала сэра Уильяма Джонстона Хоупа в Лейте.
1816 — 2 мая продан.